# Люсі Кук
Люсі Кук (англ. Lucy Cooke; нар. 1969/1970 (вік 55–56)) — британська зоологиня, письменниця, телевізійна продюсерка, режисерка та ведуча.

## Дитинство та освіта
Кук народилася та виросла у Східному Сассексі. Вона здобула інтегрований ступінь магістра з зоології в Нью-коледжі (Оксфорд), де її навчав Річард Докінз.

## Кар'єра
Кук розпочала кар'єру у телевізійному комедійному виробництві, а потім перейшла до документальних фільмів, згодом спеціалізуючись на природничій історії. Серед інших, вона є режисеркою і продюсеркою фільму «Балдердаш та Піффл», режисеркою фільмів «Середньовіччя» та «Ти не знаєш, що народився», а також ведучою програми «Весняна варта».
Кук вела низку програм з природознавства для BBC. 2015 року вона вела програми «Найсміливіші злодії природи» та «Несподівані тварини». 2016 року була співведучою чотирисерійного серіалу «Винахідливі тварини». Була капітанкою команди у вікторині BBC «Цікаві істоти», яку транслювали два сезони з 2017 по 2018 рік. 2019 року вона вела серіал Animal Planet «Найдивніші таємниці природи: розгадано».
2020 року представила програму «Усередині печери кажанів», яку транслювали на BBC.
Кук є авторкою книжки «Правда про тварин: обкурені лінивці, закохані бегемоти та інші історії з дикої природи», яка досліджує популярні помилкові уявлення про тварин, зокрема лінивців, гієн, пінгвінів та панд. Раніше вона написала три книжки про лінивців: «Маленька книга лінивців», «Сила лінивців» та «Життя на смузі лінивців: уповільнися та понюхай гібіскус», а також виступила з доповіддю на TED на цю тему. Крім того, заснувала Товариство шанувальників лінивців.
Кук також є авторкою книжки «Сучка. Революційне дослідження про секс, еволюцію і самиць», яка вийшла 2022 року, яку також видали під назвою «Сучка: Про самиць».

## Особисте життя
2015 року в Кук діагностували рак молочної залози, після чого вона перейшла на здоровіший спосіб життя. 2019 року вона повернулася до рідного міста Гастінгс, Східний Сассекс.

## Переклади українською
2025 року у видавництві «BookChef» вийшов український переклад книжки «Сучка. Революційне дослідження про секс, еволюцію і самиць». Перекладачка — Анна Токарик.